# 溝口敏盛
溝口 敏盛（みぞぐち としもり、1947年1月12日 - ）は、日本の政治活動家。肩書きは、維新政党・新風国民運動委員長、神奈川県本部代表。元航空自衛官。

## 概要
佐賀県小城市出身。中央大学理工学部卒業後、幹部候補生学校を経て航空自衛隊に勤務する。退職後は住友不動産に勤めた。
2005年頃、産経新聞社の雑誌「正論」で広告を見たことから、右派の政治団体である維新政党・新風に入党。その後神奈川県本部代表に任命され、2007年の第21回参議院議員通常選挙では新風の公認候補として神奈川県選挙区から立候補したが、21,645票（得票率0.5%）に留まり最下位落選、供託金を没収された。
2010年の第22回参議院議員通常選挙でも同様に新風の公認候補として神奈川県選挙区から立候補する予定だったが、党が資金難などを理由に参院選から撤退したため幻に終わったものの、2013年の第23回参議院議員通常選挙では新風の公認候補として神奈川選挙区から立候補、41,359票で落選（得票率1.33％、候補者11名中9位）している。

## 政策
- 現行憲法を占領憲法と位置づけ、破棄した上で自主憲法制定を主張[2]
- 自主国防体制の確立を推進[2]
- 核武装実現[2]
- 皇位継承は男系護持[2]
- 自虐史観を排除し教育勅語復活[2]
- 文化伝統に基づいた家族と地域社会の再建[2]
- 世界一安全な原発でエネルギーを確保する[2]
- TPPに反対[3]
- 消費増税に反対[3]
- 外国人参政権に反対[3]
- 選択的夫婦別姓制度導入に反対[3]